# لاپاراتومی
لاپاراتومی (به انگلیسی: Laparotomy) به معنای ایجاد برش‌های کوچک در دیوارهٔ شکم و ورود به حفرهٔ شکم به منظور اکتشاف، تشخیص و درمان احتمالی است. لاپاراتومی اکتشافی در صورتی انجام می‌شود که جراح نتواند با روش‌های دیگر به تشخیص قطعی در مورد وضعیت بیمار برسد. به این روش، فرایند سِلیوتومی Celiotomy نیز گفته می‌شود.

## اندیکاسیون‌های لاپاراتومی
برخی از شرایطی که به لاپاراتومی می‌انجامد عبارتند از:
1. سرطان اندام‌های شکمی
2. پریتونیت (التهاب صفاق، پوشش حفره شکمی)
3. آپاندیسیت (التهاب آپاندیس)
4. پانکراتیت (التهاب لوزالمعده)
5. آبسه
6. چسبندگی (پس از تروما یا جراحی)[۲]
7. دیورتیکولیت (التهاب سازه‌های کیسه مانند در دیواره روده‌ها)
8. سوراخ شدن یا انسداد روده
9. حاملگی خارج رحمی (اکتوپیک پرگننسی)
10. اجسام خارجی (به عنوان مثال، وجود گلوله در یک قربانی گلوله)
11. خونریزی داخلی[۳]

## فضاهای قابل دسترسی
عمل جراحی لاپاراتومی بسته به نوع برش، باعث دسترسی به ارگان‌های مختلف شکمی می‌شود، از جمله:
- اندام‌های دستگاه گوارش (معده، دئودنوم، ژوژنوم، ایلئوم، آپاندیس و کولون)
- اندام‌های تناسلی زنان (رحم و تخمدان)
- اندام‌های پشت صفاقی (کلیه، آئورت پایین‌رو، غدد لنفاوی شکم)
- مثانه

## انواع برش‌ها
هنگامی که بیمار بیهوش شد، برش اولیه در پوست ایجاد می‌شود. برش ممکن است مدین (median) (به صورت عمودی در خط میانی شکم)، paramedian (عمودی در جای دیگر در شکم)، عرضی (افقی)، T شکل، یا منحنی و با توجه به نیازهای عمل باشد.
برش و کنترل خونریزی به ترتیب در پوست، زیر جلد و چربی زیر آن، فاسیا و صفاق صورت می‌گیرد. برای این کار از چاقوِ‌ی جراحی، قیچی متزنبام و الکتروکوتر می‌توان بهره برد.
برش‌های عمودی معمولاً از زایدهٔ گزیفویید تا سر حد استخوان شرمگاهی، ایجاد می‌شود.

## ابزارهای مورد نیاز
برخی ابزارهای جراحی مورد نیاز در لاپاروسکوپی به شرح زیر هستند.
- دو عدد دسته بیستوری ۳ و ۴ برای برش پوست و لایه‌های زیرین آن و بیستوری ۷ برای جدا کردن نواحی زیرین
- ۲ عدد فورسپس بافت برای گرفتن لایه‌های شکمی
- ۲ عدد قیچی میو راست و خمیده
- ۱۲ عدد هموستات برای جلوگیری از خونریزی
- رترکتورهای آرمی-ناوی، ریچاردسون کوچک، دیور، بالفور
- کلمپ بابکوک، کوخر و آلیس
- پنست آدسون و سوزن‌گیر[۶]
- قیچی نخ
- کلمپ شان‌گیر و کلمپ فورستر
- گالی پات[۷]

## مراقبت‌های قبل از عمل جراحی
- انجام آزمایش‌ها و عکسبرداری‌های مورد نیاز
- شیو کردن ناحیهٔ عمل
- گرفتن رضایت نامه و خارج کردن زیورآلات و دندان‌های مصنوعی
- مایع و دارو درمانی و آنتی‌بیوتیک‌های پروفیلاکتیک (پیش‌گیرانه)[۸]
- قطع کردن خوردن و آشامیدن (NPO) حداقل ۸ ساعت قبل از عمل
- گرفتن خط داخل وریدی برای تأمین مایعات و داروها.
- تعبیهٔ کاتتر ادراری در مثانه برای تخلیهٔ ادرار در طی عمل جراحی.[۵]

## عمل جراحی
- قرار گرفتن بیمار در تخت اتاق عمل در پوزیشن خوابیده به پشت (سوپاین)
- گرفتن بیهوشی عمومی و تعبیهٔ لولهٔ تراشه جهت انجام عمل تنفس.
- اتصال دستگاه مانیتورینگ به بدن بیمار جهت ثبت ضربان قلب، فشار خون، تعداد تنفس، درجه حرارت ونوار قلب در طی عمل جراحی.[۹]
- پرپ (ضد عفونی کردن پوست ناحیهٔ عمل) و درپ کردن (پوشاندن بدن بیمار با شان) بیمار
- ایجاد برش توسط جراح با چاقو و قیچی و استفاده از الکتروکوتر برای کنترل خون‌ریزی
- استفاده از رترکتورها جهت کنار زدن و نگهداری لبه‌های برش و اندام‌های دیگر
- بررسی مشکلات بافت‌ها و اندامها و رگ‌های خونی[۱۰]
- گرفتن نمونه‌های بافتی (بیوپسی) و ارسال آن‌ها به آزمایشگاه برای بررسی
- درمان مشکل یا ضایعهٔ یافت شده
- هنگامی که عمل جراحی کامل شد ناحیهٔ برش با بخیه بسته می‌شود. ممکن است برای تخلیه ترشحات اضافی یک درن در ناحیهٔ برش قرار داده شود.[۱۱]

## مراقب‌های بعد از جراحی
- انتقال بیمار به اتاق ریکاوری و نظارت پرستاران تا به هوش آمدن کامل او.
- تزریق داروهایی برای جلوگیری از ایجاد عفونت و مدیریت درد
- تا زمانی که اثر داروهای بیهوشی از بین نرفته خوردن و آشامیدن ممنوع است، اما بعد از آن بیمار می‌تواند با اجازه پزشک به مرور از رژیم مایعات استفاده کند.[۱۲]
- بیمار باید به زودی به بلند شدن و راه رفتن در اطراف خود بپردازد زیرا این کار از ایجاد شدن لخته جلوگیری می‌کند.
- همچنین برای حفاظت از ریه‌ها، بهتر است تمرین‌های تنفسی انجام دهد.
- در عرض چند روز آتی کاتتر ادراری و درن توسط پرستاران برداشته می‌شود.
- بیمار قبل از مرخص شدن باید تمام دستورالعمل‌های مراقبت در منزل مورد نیاز را فرابگیرد.[۱۳]

## پیگیری
زمان بهبودی برای هر فرد متفاوت است. این ممکن است ۴ تا ۶ هفته طول بکشد. بیمار باید با پزشک خود برای پیگیری پیشرفت روند درمان و برداشتن بخیه‌ها در تماس باشد

## شایع‌ترین خطرات و عوارض احتمالی عمل جراحی لاپاراتومی
1. خون ریزی
2. عفونت
3. عدم پیدا کردن علت مشکل، عمل جراحی با درصد موفقیت کم
4. بهبود ضعیف برش
5. خسارت، آسیب، یا مشکلات روده
6. خطرات بیهوشی[۴]

## جایگزین
لاپاروسکوپی یک جایگزین نسبتاً مناسب برای لاپاراتومی است که دارای مزایای بسیاری می‌باشد. لاپاراسکوپی یک روش جراحی است که در آن یک لاپاراسکوپ و دیگر ابزارهای جراحی از طریق برش‌های کوچک وارد شکم می‌شوند، فضای داخل شکم و مراحل انجام عمل در نمایشگری نشان داده می‌شود. لاپاروسکوپی با حداقل تهاجم است، بنابراین بیمار از بهبودی سریعتر، زخم جراحی کوچکتر و با عوارض کمتری روبه رو می‌باشد.

## نگارخانه

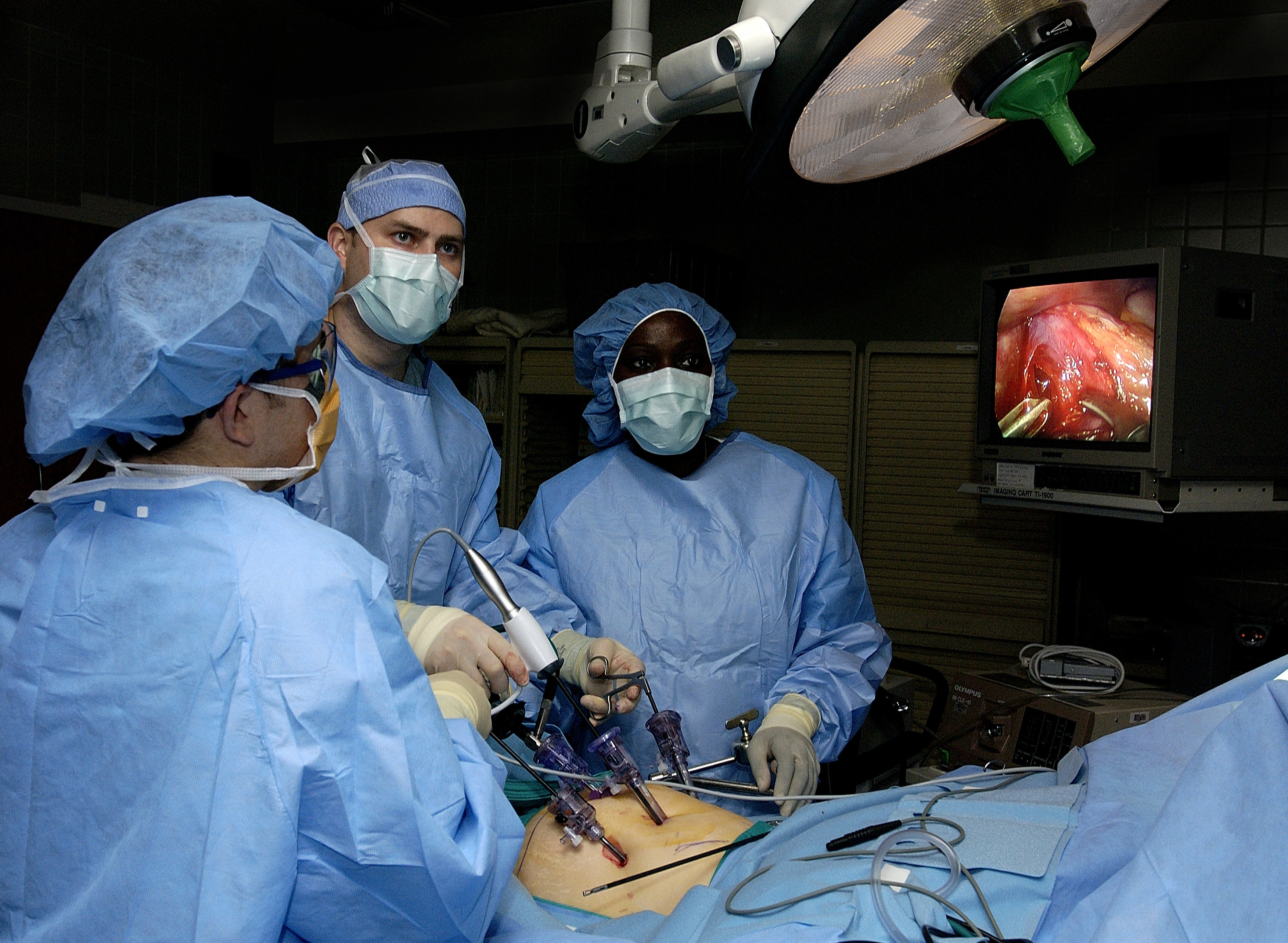
جراحی لاپاروسکوپیک معده